# پسری روی سکوها
پسری روی سکوها؛ وقایع‌نگاری چهار دهه‌ای فوتبال ایرانی کتابی از حمیدرضا صدر نویسنده و پژوهشگر فوتبال و سینما می‌باشد که در سال ۱۳۹۳ توسط نشر چشمه منتشر شده‌است. این کتاب دربرگیرنده جزئیات گفته و نگفتهٔ بیش از چهار دهه فوتبال ایران‌است. در عین حال بازتابندهٔ تاریخ و سیاست در این چهل سال است. به گزارشِ ایبنا این اثر در مدت کوتاهی مورد توجه منتقدان ادبی و اهالی فوتبال قرار گرفت. نویسنده در این نوشتار قالبی میان گزارش‌نویسی، تاریخ‌نگاری، خاطره‌نویسی و ادبیات داستانی را برای نثر اثرش برگزیده است و بیان مؤلف در هر یک از بخش‌ها به یکی از این چهارگونه نگارشی نزدیک می‌شود. انتخاب زاویه دید دوم شخص برای روایت حادثه‌ها در بسیاری از قسمت‌های کتاب، رنگ و لعابی داستانی به متن داده‌است. هرچند که صدر در قسمت‌هایی از کتاب به این دیدگاه وفادار نبوده و گاهی هم زاویه دید اول شخص را جایگزین آن کرده‌است.

## خلاصه‌ای از کتاب پسری روی سکوها
کتاب پسری روی سکوها وقایع نگاری چهار دهه فوتبال ایران است که در قالب رمان روایت شده‌است. کتاب با مقدمه‌ای از نویسنده آغاز می‌شود. او در مقدمه «فوتبالی‌ها» را با زبانی شاعرانه این گونه توصیف می‌کند: 
"فوتبالی‌ها توانایی فراوانی در تدوین ذهنی دارند. جامپ‌کات‌های ذهنی‌شان حیرت‌انگیز است. می‌توانند صحنه‌های بازی دو ساعته‌ای را که دیده‌اند در یکی دو دقیقه پشت سر هم قطار کنند. می‌توانند درگیری‌های مسابقاتی را که فقط توصیف‌شان را شنیده یا خوانده‌اند بلافاصله پیش روی‌شان مجسم کنند. می‌توانند آشناها را کنار غریبه‌ها قرار دهند. تماشاگران خودی برابر طرفداران رقیب. اعتراض را کنار خوش‌آمد گویی. فریاد خشم را کنار گریهٔ شوق …"
در پنج فصل بعدی کتاب، حمیدرضا صدر حوادث، اتفاقات و خاطره‌های تیم ملی فوتبال ایران را از سال ۱۳۴۲ تا سال ۱۳۷۷ روایت کرده‌است. او روایتش را با رقابت تیم ملی در برابر عراق در ۲۲ آذر ۱۳۴۲، خاطرات خود را آغاز می‌کند و تا بازی ایران با آمریکا در جام جهانی ۱۹۹۸ در کشور فرانسه ادامه می‌دهد. حمیدرضا صدر موخره‌ای را هم ضمیمه کتاب کرده‌است. در ضمیمه او اتفاقات دهه ۸۰ و ۹۰ خورشیدی فوتبال ایران را به‌طور اجمالی بررسی کرده و دربارهٔ آن‌ها با زبانی روان سخن گفته‌است.